# Olympische Sommerspiele 1920/Leichtathletik – Stabhochsprung (Männer)

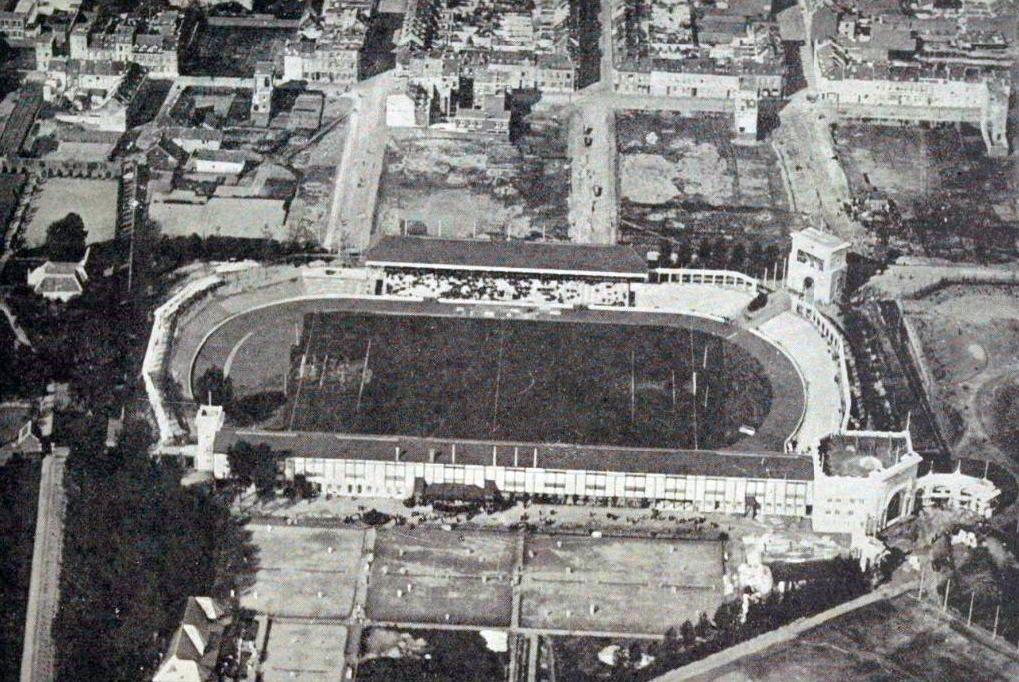
Das Antwerpener Olympiastadion

Der Stabhochsprung der Männer bei den Olympischen Spielen 1920 in Antwerpen wurde am 18. und 20. August 1920 im Antwerpener Olympiastadion ausgetragen. Sechzehn Athleten nahmen daran teil.
Olympiasieger wurde der US-Athlet Frank Foss, der mit einem neuen Weltrekord gewann. Die Silbermedaille gewann der Däne Henry Petersen, Bronze gewann der US-Springer Edwin Myers.
Deutschland und Österreich waren von der Teilnahme an diesen Spielen ausgeschlossen. Athleten aus der Schweiz waren nicht gemeldet.

## Rekorde

### Bestehende Rekorde
| Weltrekord         | 4,02 m | Marc Wright ( USA)   | Cambridge (USA)        | 8. Juni 1912  |
| Olympischer Rekord | 3,95 m | Harry Babcock ( USA) | OS Stockholm, Schweden | 11. Juli 1912 |

### Rekordverbesserung
Der US-amerikanische Olympiasieger Frank Foss verbesserte den bestehenden Weltrekord im Finale am 20. August um sieben Zentimeter auf 4,09 m.

## Durchführung des Wettbewerbs
Alle sechzehn Springer hatten am 18. August eine Qualifikationsrunde zu springen. Die Qualifikationshöhe betrug 3,60 Meter. Dreizehn Athleten meisterten diese Höhe – hellblau unterlegt – und bestritten das Finale am 20. August ab 15.30 Uhr statt. Nur drei Teilnehmer schieden aus.

## Qualifikation
Datum: 18. August 1920
| Platz | Name                | Nation     | Höhe   | Anmerkung |
| ----- | ------------------- | ---------- | ------ | --------- |
| 1     | Frank Foss          | USA        | 3,60 m |           |
| 1     | André Francquenelle | Frankreich | 3,60 m |           |
| 1     | Georg Högström      | Schweden   | 3,60 m |           |
| 1     | Eldon Jenne         | USA        | 3,60 m |           |
| 1     | René Joannes-Powell | Belgien    | 3,60 m |           |
| 1     | Laurits Jørgensen   | Dänemark   | 3,60 m |           |
| 1     | Edward Knourek      | USA        | 3,60 m |           |
| 1     | Paul Lagarde        | Frankreich | 3,60 m |           |
| 1     | John Mattsson       | Schweden   | 3,60 m |           |
| 1     | Edwin Myers         | USA        | 3,60 m |           |
| 1     | Henry Petersen      | Dänemark   | 3,60 m |           |
| 1     | Jussi Ruoho         | Finnland   | 3,60 m |           |
| 1     | Ernfrid Rydberg     | Schweden   | 3,60 m |           |
| 14    | Étienne Gajan       | Frankreich | 3,50 m |           |
| NM    | Johann Martin       | Estland    | ogV    |           |
| NM    | Lars Erik Tirén     | Schweden   | ogV    |           |

## Finale

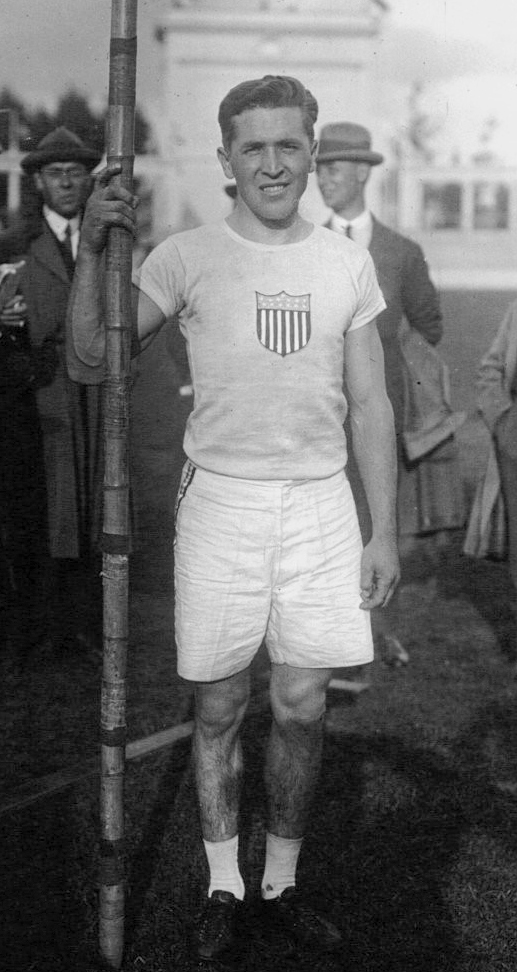
Frank Foss – Weltrekord-Steigerung um sieben Zentimeter

Datum: 18. August 1920, ab 15.30 Uhr
| Platz | Name                | Nation     | Höhe   | Anmerkung |
| ----- | ------------------- | ---------- | ------ | --------- |
| 1     | Frank Foss          | USA        | 4,09 m | WR        |
| 2     | Henry Petersen      | Dänemark   | 3,70 m |           |
| 3     | Edwin Myers         | USA        | 3,60 m |           |
| 4     | Edward Knourek      | USA        | 3,60 m |           |
| 5     | Ernfrid Rydberg     | Schweden   | 3,60 m |           |
| 6     | Laurits Jørgensen   | Dänemark   | 3,60 m |           |
| 7     | Eldon Jenne         | USA        | 3,60 m |           |
| 8     | Georg Högström      | Schweden   | 3,50 m |           |
| 9     | John Mattsson       | Schweden   | 3,50 m |           |
| 10    | André Francquenelle | Frankreich | 3,40 m |           |
| 11    | Paul Lagarde        | Frankreich | 3,40 m |           |
| 12    | Jussi Ruoho         | Finnland   | 3,40 m |           |
| 13    | René Joannes-Powell | Belgien    | 3,30 m |           |

Als die Sprunghöhe von 3,80 m aufgelegt wurde, waren nur noch Frank Foss und der 19-jährige Henry Petersen im Wettbewerb, die beide 3,70 m übersprungen hatten. Dabei hatte Edwin Myers doch etwas enttäuscht, denn ihm waren bei den US-amerikanischen Meisterschaften gemeinsam mit Frank Foss 3,99 m gelungen. Im Stichkampf um die Bronzemedaille, der unter gleich vier Springern stattfand, konnte Myers sich wenigstens Platz drei sichern. Vorne aber ging es für Foss nur noch um die Frage, ob ihm neben dem ab 3,80 m sicheren Olympiasieg auch noch ein Weltrekord gelingen würde. So ließ er die Latte auf 4,10 m legen – acht Zentimeter über dem bestehenden Weltrekord – und schaffte die Höhe auf Anhieb. Beim Nachmessen zeigte sich, dass es tatsächlich 4,09 m waren. Diese Höhe ging in die Statistiken ein.
Frank Foss gewann die siebte US-Goldmedaille im sechsten olympischen Wettbewerb – 1908 waren zwei Goldmedaillen vergeben worden. Henry Petersen gewann die erste dänische Medaille im Stabhochsprung.

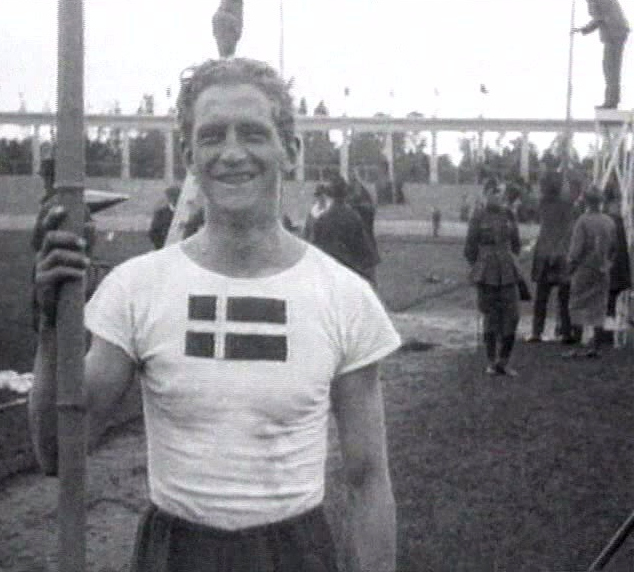
Silbermedaillengewinner Henry Petersen
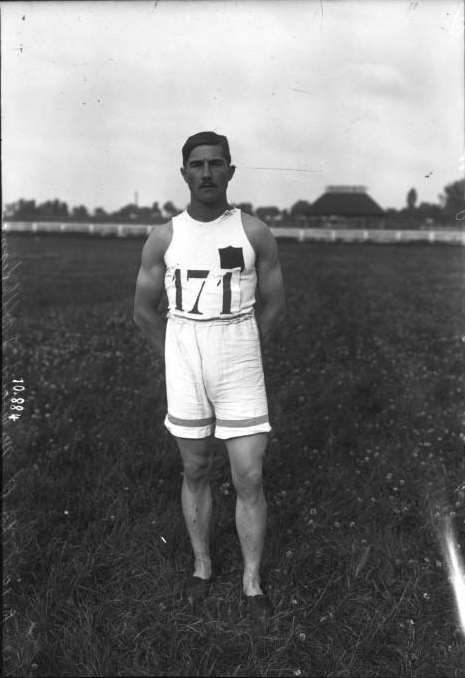
André Francquenelle belegte Rang zehn
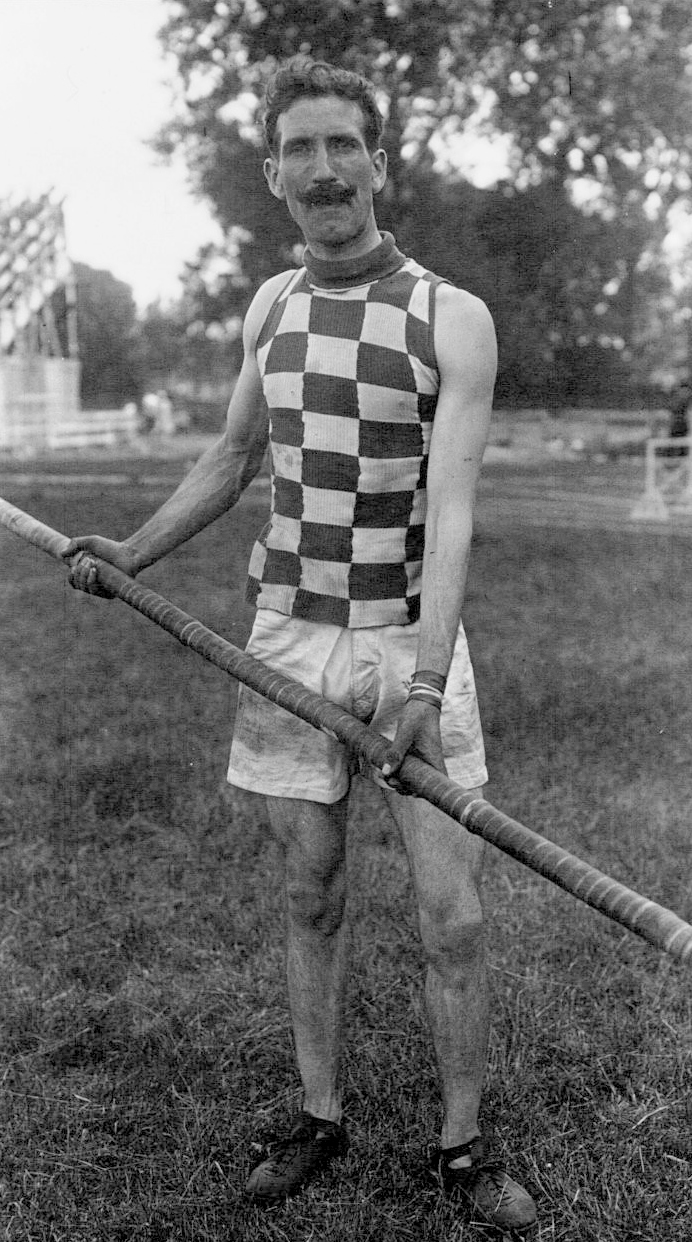
Paul Lagarde kam auf den elften Platz

## Video
- A pole vaulting pioneer - Frank Foss - Antwerp 1920 Olympic Games, veröffentlicht am 21. Juni 2012 auf youtube.com, abgerufen am 3. September 2017